# Ratheim
Ratheim ist mit etwa 9260 Einwohnern (Stand: Oktober 2020) der zweitgrößte Ortsteil der Stadt Hückelhoven (Gemeindename von 1950 bis 1971 „Hückelhoven-Ratheim“). Die Ortschaft liegt im Kreis Heinsberg in Nordrhein-Westfalen, dem westlichsten Landkreis  Deutschlands und ist etwa 10 km von der deutsch-niederländischen Grenze entfernt.
Ursprünglich geprägt durch Landwirtschaft und die traditionellen Handwerke des Rurtals wie Schuhmacherei, Korbflechterei und Klompenmacherei, im 19. Jahrhundert auch Heimweberei, wurde die Entwicklung des Ortes im 20. Jahrhundert wesentlich von der Schuhindustrie und dem Steinkohlenbergbau beeinflusst.

## Geographie

### Lage
Ratheim liegt in der Flussniederung der Rur und erstreckt sich vom Rurufer im Südwesten bis zum Anstieg des Rurgrabens im Nordosten.
Der Schwerpunkt der bebauten Flächen liegt auf der Mittelterrasse der Rur (circa 50 m ü.NN). Seit dem Rückgang der Hochwässer als Folge der Flussbegradigung wird auch der Bereich der Niederterrasse (40 m ü.NN) für die Wohnbebauung genutzt. Der steigende Bedarf an Wohnraum ab den 1960er Jahren führte außerdem zur Anlage und stetigen Erweiterung der Wohnsiedlung „Am Bammich“, die sich am Rande des Rurgrabens bis in eine Höhe von rund 82 m ü.NN erstreckt.
Der östliche Rand des Rurtals stellt einen etwa 50–60 m hohen, relativ steilen Geländeanstieg dar, der in großen Teilen bewaldet und durch Bachtäler gegliedert ist; er gehört zum Landschaftsraum des Wassenberger Riedellandes. An ihn schmiegt sich die Ratheimer Bergehalde, die ihn mit einer Höhe von 140 m ü.NN noch deutlich überragt.

### Geologie
Das mittlere und untere Rurtal stellt einen Grabenbruch dar, der östlich von Ratheim durch den Wassenberger Horst begrenzt wird. Entlang seiner Verwerfungslinien – insbesondere der südwestlichen – sind bis in die Neuzeit seismische Aktivitäten festzustellen. Seit 1979 wurden hier in jedem Jahr ein oder mehrere Erdstöße messtechnisch registriert, überwiegend allerdings so schwach, dass sie von Menschen nicht wahrgenommen werden. Das letzte Schadensbeben mit einer Stärke von 5,9 auf der Richterskala wurde in Ratheim am 13. April 1992 registriert.
Im Untergrund vor allem des Wassenberger Horstes liegen mehrere steinkohle-haltige Schichten des Karbon (entstanden vor 360–300 Millionen Jahren), die durch die Zeche Sophia-Jacoba z. T. abgebaut worden sind – zunächst die Sohlen 1 und 2 in 270 m beziehungsweise 360 m Tiefe, später noch wesentlich tiefer gelegene Kohlenfelder. Der Abbau unterhalb von Ratheim fand in den 1960er und 1970er Jahren statt.
Nach dem Ort benannt sind die sogenannten Ratheim-Schichten: sandige, vor 34 Millionen Jahren entstandene Ablagerungen aus dem oberen Eozän, die vereinzelt im Rhein-Maas-Raum anzutreffen sind (z. B. bei Erkelenz).
Quartäre Ablagerungen aus fluviatilen Sanden und Kiesen aus dem Zeitraum der letzten 2,6 Millionen Jahre sind im gesamten unteren Rurtal verbreitet und auch bei Ratheim anzutreffen. Sie sind teilweise abgebaut worden, was u. a. zur Entstehung des Adolfosees geführt hat.

### Landschaft

Ratheimer Land

Die Landschaft um Ratheim (wie bei den ebenfalls an der Rur gelegenen Orten Millich, Hilfarth und Brachelen) gehört zu den typischen Auen-Landschaften in der Großlandschaft Kölner Bucht, während die übrigen Teile der Stadt Hückelhoven überwiegend gleichfalls für die Kölner Bucht typische bördeartige Landschaftsformen aufweisen.
Bis an den Ortsrand ist das Dorf im Nordosten und Südwesten von Ausläufern des internationalen Naturparks Maas-Schwalm-Nette umgeben. Der hierzu gehörige Adolfosee und seine Uferbereiche sind als Landschaftsschutzgebiet ausgewiesen.

### Gewässer

Unterlauf der Rur bei Ratheim (Herbst 2006)

Renaturierter Rurabschnitt bei Ratheim (Herbst 2006)

Fachwerkbrücke über die Rur bei Ratheim-Krickelberg

- Rur

Bis 1827 konnte die Rur, die damals ein recht unberechenbarer, zeitweise wilder Fluss war, bei Ratheim nur mittels einer Fähre überquert werden. Dann wurde auf Anordnung des Grafen Spee zu Düsseldorf, dem seinerzeit der benachbarte Ohof gehörte, von den Pächtern eine Holzbrücke über die Rur errichtet. Die Brücke wurde privat bewirtschaftet, bis sie nach dem Zweiten Weltkrieg durch eine öffentliche Betonbrücke ersetzt wurde.
Der Unterlauf der Rur ist im Jahre 1966 begradigt worden. Neben der Errichtung von Stauwehren und Sohlgleiten bekam das Flussbett dabei ein Trapezprofil, das für die zügige Weiterleitung von Hochwasserwellen geeignet erschien. Die bis dahin fast regelmäßig im Frühjahr aufgetretenen Überschwemmungen der Flussaue durch Hochwasser, die vor allem für die Einwohner von Heinsberg-Oberbruch ein Problem dargestellt hatten, sind seitdem hier nur noch der Ausnahmefall. Benachteiligt werden damit aber die nicht begradigten niederländischen Bereiche des Flusslaufs.
Im Rahmen des RIPARIA-Projektes wurden 2001 im Bereich Ratheim / Millich zwei Wehre rückgebaut und der Flusslauf wieder naturnäher gestaltet, wodurch zusätzlicher Retentionsraum für Hochwasser entstanden ist. Die beiden Flussabschnitte, die je einen Altarm der Rur beinhalten, wurden dabei für eine natürliche Auen-Entwicklung vorgesehen.
- Adolfosee, ein Baggersee, der durch Kiesabbau in den 1960er bis 1980er Jahren entstanden ist
- Mühlenbach (auch „Gendorfer Bach“, „Gerderather Bach“, „Bohlbach“, „Baaler Bach“)

Der Mühlenbach mit seinem begleitenden Grüngürtel, der Grünen Lunge von Ratheim, verläuft offen und z. T. renaturiert von Gendorf bis ins Dorfzentrum, worauf ein kurzer verrohrter Bachabschnitt folgt. Bis 1952 speiste er einen Mühlenweiher bei der alten Ratheimer Mühle; auf der Tranchotkarte von 1806 ist noch ein weiterer vom Bach gespeister Weiher unterhalb der Pfarrkirche verzeichnet.
Ursprünglich folgte der Mühlenbach dem Rand der unteren Rurterrasse in westlicher Richtung und mündete hinter Garsbeck in die Rur. In einer ersten Ausbauphase der Ratheimer Kläranlage zu Beginn der 1970er Jahre wurde der Bach kanalisiert und nach Süden umgeleitet, um als Vorfluter dienen zu können; seine Mündung in die Rur wurde in der Nähe des Adolfosees platziert.
- Pützbach (auch „Mottbach“)

Das ursprüngliche Bachbett des Mühlenbachs wird seit dessen Verlegung vom Wasser der Silberquelle gespeist, das als Pützbach in westlicher Richtung abfließt. Somit kommt es bei Ratheim zu dem seltsamen und künstlichen Phänomen, dass zwei Bachläufe sich überkreuzen.
- Silberquelle

In der sagenumwobenen Silberquelle im Hallerbruch entspringt der über Garsbeck und Vogelsang zur Rur führende Pützbach.
- Burgweiher von Haus Hall

### Ortsteile
Neben dem Ortskern gibt es eine Reihe von Ortsteilen, die überwiegend auf spätmittelalterliche Siedlungen zurückgehen:
Busch, Faulendriesch, Garsbeck, Gendorf, Hagbruch, Krickelberg, Ohof und Vogelsang.
Die Ortsteile „Siedlung“ und „Bammich“ entstanden in den 1930er Jahren beziehungsweise nach dem Zweiten Weltkrieg.
Historische Einzelsiedlungen in Ratheim sind Haus Hall und der Mahrhof.

### Nachbarorte
In der Umgebung von Ratheim liegen:
- Altmyhl, 2 km nördlich von Ratheim
- Kleingladbach, 3 km nordöstlich gelegen
- Schaufenberg, 2 km östlich gelegen
- Millich, 2 km südöstlich gelegen
- Porselen, 3 km südlich gelegen
- Oberbruch, 2 km westsüdwestlich gelegen
- Unterbruch, 4 km westlich gelegen
- Wassenberg, 4 km nordwestlich gelegen

## Geschichte

Wappen derer von Olmissen genannt Mülstroe auf Haus Hall zu Ratheim
(Grundlage des späteren Hückelhovener Wappens)

### Ortsname
Der Name Ratheim dürfte fränkischen Ursprungs sein. Ortsnamen auf „-heim“ gelten in der Region als primäre Siedlungsnamen, sie wurden überwiegend in der ersten Phase der fränkischen Landnahme verwendet (ab dem 6. Jahrhundert). Im niederrheinischen Raum deuten „Heim“-Namen auf die Entstehung aus einem einzelnen Gehöft hin.
Für die Deutung des Ortsnamens kommen mehrere Interpretationshypothesen in Frage:
- Heim am Sumpf

nach dem althochdeutschen rote (Fäulnis) bzw. dem niederländischen rot (Sumpf); dies wäre nicht nur sprachlich, sondern auch historisch-topographisch vertretbar, da in einer Schenkungsurkunde von 1305 die Sümpfe in der Nähe der Kirche erwähnt werden.
- Heim des Rut(gerus)

nach dem Namen des Erstbesiedlers; alternative fränkische Namen wären Rother, Roticar oder Rothard. Aus „Rotharheim“ könnte dann das bequemer auszusprechende Roathem bzw. Rotheim entstanden sein.
- Heim des Rothaarigen

nach einer Eigenschaft des Erstbesiedlers
- Heim auf der Rodung

Viele Ortsnamen der Region, insbesondere im Bereich des ehemaligen Landkreises Erkelenz, enden auf „-rath“ (althochdeutsch riuten = roden) und sind auf Rodungen zurückzuführen; sie gelten aber als sekundäre Siedlungsnamen und wurden in der Region vorwiegend in der hochmittelalterlichen Rodungsphase etabliert.
Als Namensvariationen sind schriftlich überliefert: Rotheim, Rothen, Rotheym, Roetheym, Roithem, Rathem, Rhatheim; im heutigen Ratheimer Platt wird das Dorf als Roathem bezeichnet.

#### Neckname
Von den Einwohnern der Nachbarorte bekamen die Ratheimer den Ortsnecknamen „Roathemer Wenk …“ verehrt (manchmal auch mit dem Zusatz: „… dä stänkt“). Dieses „Ratheimer Wind … der stinkt“ wurde bis in die neuere Zeit als Synonym für „Eigenlob stinkt“ gebraucht. Heute lebt der Spitzname im Namen eines der beiden Ratheimer Karnevalsvereine fort.

### Alte Geschichte
Die Besiedlung des Ratheimer Gebietes reicht bis in die Römerzeit zurück (vor 450 n. Chr.). Eine von Venlo nach Düren (und weiter bis zur Mosel) führende Römerstraße verlief entlang des rechten Rurufers und berührte Ratheim (die heutige Landstraße L117 verläuft ebenfalls in dieser Richtung; im Ratheimer Ortsbereich heißt sie „Heerstraße“). Funde römischer Münzen zwischen Ratheim und Myhl und die Entdeckung alter römischer Fachziegel im Unterbau der Ratheimer Kirche „St. Johannes der Täufer“ sind indirekte Belege der frühen Besiedlung. Eine Beziehung zwischen dieser Besiedlung und dem mittelalterlichen Dorf Ratheim kann aber nicht belegt werden.

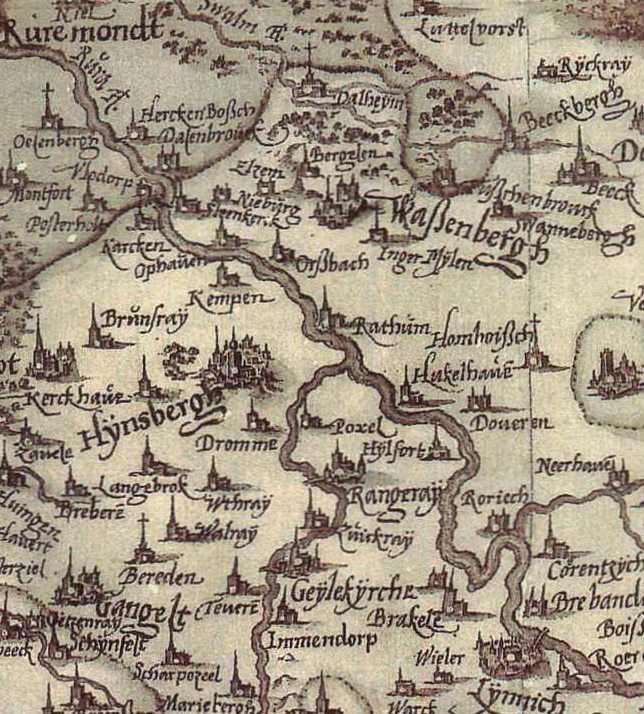
Ratheim 1573 auf einer Karte von Christian Sgrothen

Die den Römern im Zuge der Völkerwanderung folgenden Franken kamen etwa im 6. Jahrhundert in unseren Raum. Als viehzüchtende Bauern ließen sie sich bevorzugt auf leichteren Böden und in der Nähe von Wasser nieder. Diese Bedingungen fanden sie im Ratheimer Gebiet an den Rändern der Rurterrassen und in den kleinen Bachtälern – von der sumpfigen und von jährlichen Überschwemmungen bedrohten Ruraue hielten sie sich dagegen fern. Der Fund eines fränkischen Knicktopfes zwischen Haus Hall und Ratheim-Busch, der als fränkisch geltende Ortsname sowie das als merowingisch geltende Patrozinium (Johannes der Täufer) belegen direkt bzw. indirekt diese frühe Besiedlung.
Der alte Ortskern Ratheims ist der Bereich zwischen Mühlenstraße und Kirchstraße und schließt die auf einem Geländesporn stehende Pfarrkirche ein. Daneben gab es aber eine Vielzahl weiterer Siedlungskerne, die z. T. erst im 20. Jahrhundert weitgehend miteinander verschmolzen sind: Berg, Busch, Faulendriesch, Garsbeck, Gendorf, Hagbruch, Kobbendahl, Krickelberg, Mahrhof, Ohof, Venn und Vogelsang. Auch die benachbarten Siedlungen Millich und Schaufenberg gehörten bis ins 20. Jahrhundert zu Pfarre bzw. Bürgermeisterei Ratheim.
Die früheste indirekte Nennung Ratheims datiert aus einer Kölner Urkunde des Jahres 1176, in der ein Johannes von Rotheim genannt wird. Diese Nennung ist nicht eindeutig dem Dorf zuzuordnen, spätere Namensnennungen dagegen schon (z. B. von 1202).
Ratheim selbst wird in einer Urkunde aus dem Jahre 1296 als „villula dicitur Rotheym“ (Dörfchen genannt Ratheim) erstmals erwähnt und hatte damals 305 Einwohner.
Im Mittelalter und in der Frühen Neuzeit gehörte Ratheim zur Grafschaft Wassenberg bzw. ab 1494 zum Amt Wassenberg im Herzogtum Jülich; die Pfarre gehörte zum Bistum Lüttich.

### Franzosenzeit
1794 eroberten die Franzosen das Rheinland, u. a. mit dem Ziel, den Rhein als ihre „natürliche“ Grenze zu gewinnen. Am 2. Oktober 1794 fand entlang der Rur zwischen Orsbeck und Düren eine große „Schlacht an der Rur“ statt, bei der sich am linken Rurufer 120.000 Franzosen und am rechten Rurufer 100.000 Österreicher und Preußen gegenüberstanden. Die von Maastricht nach Neuß führende Heerstraße querte bei Ratheim die Rur, daher kam diesem Punkt besondere strategische Bedeutung zu. Der Kommandeur der französischen Vorhut, Jean-Baptiste Bernadotte, der spätere König von Schweden, erzwang an der in der Nähe der heutigen Rurbrücke gelegenen „Schanz“ den Übergang über die Rur, was mit als vorentscheidend für die Eroberung des Rheinlandes angesehen wird.

Gemeindebereich Ratheim auf der Tranchotkarte 1806

1801 nach dem Frieden von Lunéville wurde die französische Annexion des Rheinlandes völkerrechtlich anerkannt – Ratheim gehörte damit bis 1814 offiziell zu Frankreich; Amtssprache wurde Französisch.
Die Verwaltung war bereits 1798 nach französischem Muster reformiert worden. Ratheim erhielt eine eigene Bürgermeisterei („Mairie“), die zum Rur-Departement gehörte (Département de la Roer – Arrondissement Aachen – Kanton Heinsberg). Die Pfarre wurde 1802 dem neu gegründeten („ersten“) Bistum Aachen zugeordnet, das auf französische Veranlassung und wohl gegen den Willen des Papstes eingerichtet worden war. Am 16. Juli 1821 wurde dieses Bistum vom Papst durch die Bulle De salute animarum wieder aufgelöst und – natürlich zusammen mit der Ratheimer Pfarre – dem Erzbistum Köln angegliedert.
Nach den Beschlüssen des Wiener Kongresses kam Ratheim 1815 unter preußische Herrschaft und wurde Bürgermeisterei im neu gebildeten Kreis Heinsberg, der zunächst zur Provinz Großherzogtum Niederrhein, ab 1822 dann zur Rheinprovinz gehörte.

### Jüngere Geschichte
Nach dem Ersten Weltkrieg wurde Ratheim von belgischen und französischen Truppen besetzt. Von dieser Besatzung bemerkte die Bevölkerung zunächst nicht viel, was sich aber ab 1923 mit dem Aufkommen des passiven Widerstands deutlich änderte. Insbesondere die wirtschaftlichen Auswirkungen der Streiks trafen die Bevölkerung, aber auch die Verbannung unliebsamer Personen auf die andere Rheinseite oder die militärische Besetzung des Ratheimer Bahnhofs erzeugten Unzufriedenheit. Die Besatzungszeit dauerte von 1918 bis 1929.
Am 1. Oktober 1932 wurde Ratheim aus dem Kreis Heinsberg ausgegliedert und dem Landkreis Erkelenz zugewiesen, der 1972 aufgelöst und Teil des heutigen Kreises Heinsberg wurde.
Am 1. Oktober 1935 wurde Ratheim, das damals schon 5282 Einwohner hatte, zusammen mit den Ortschaften Hückelhoven, Kleingladbach und Hilfarth zu einer neuen Gemeinde zusammengeschlossen (die vier Sterne im Hückelhovener Wappen erinnern an diese vier Gründungsgemeinden). Zum Unmut der Ratheimer erhielt die Gemeinde den Namen Hückelhoven, welches zwar zu der Zeit die kleinere Einwohnerzahl, aber mit Friedrich Honigmann und der Zeche Sophia-Jacoba die größere Wirtschaftslobby hatte. Als Sitz von Rat und Verwaltung wurde ebenfalls Hückelhoven bestimmt, obwohl Hückelhoven damals (anders als Ratheim) noch nicht einmal ein Rathaus hatte.
1950 erhielt die Gemeinde dann den Namen Hückelhoven-Ratheim und wurde 1969 zur Stadt erhoben. Am 1. Januar 1972 wurde allerdings der Doppelname schon wieder aufgegeben; die Stadt heißt seitdem Hückelhoven. Der Grundstein für die heute noch spürbare Rivalität der beiden Ortsteile war damit gelegt.

#### Nationalsozialismus und Zweiter Weltkrieg
Die mehrheitlich katholische Bevölkerung Ratheims stand dem Nationalsozialismus eher ablehnend gegenüber. Etliche Einwohner, die das NS-Regime aus christlichen Erwägungen heraus ablehnten, standen auf der „Schwarzen Liste“ der Nazis (z. B. Bernhard Meurer oder Wilhelm Jansen). Peter Schlebusch berichtet, dass er einige dieser Leute hat warnen können.
Dennoch wurden die Machthaber des Nationalsozialismus auch in Ratheim hofiert: Der Marktplatz bekam den Namen Adolf-Hitler-Platz, hier lag das Braune Haus, die Parteizentrale der Nazis. Die Myhler Straße wurde in die Dr. Frick-Straße umbenannt.
In Ratheim wohnten in den 1930er Jahren zwei jüdische Familien. Zeitzeugen berichten, dass vor dem Geschäft der Familie Hermanns auf der Vennstraße eine SA-Formation aufgezogen sei und Spottlieder gesungen habe.
Es ist auch mündlich überliefert, dass Maria Winkens auf ihrem Rückweg von der Kirche im Hause Hermanns lautes Klagen hörte. Sie betrat das Haus und erfuhr, dass der Hausherr gestorben sei. Dass sie die Witwe getröstet hat, ist ihr von den Nazis übel angekreidet worden.
In der sog. Reichspogromnacht am 9. Nov. 1938 wurde das Haus der Ratheimer Familie Löwenstein in Busch in Brand gesetzt; die Nachbarn waren empört, wagten aber nicht zu helfen. Später wurde Walter Löwenstein deportiert; er überlebte das Konzentrationslager und kehrte nach 1945 wieder nach Ratheim zurück. Da seine Gesundheit durch die Haft aber sehr angeschlagen war, verstarb er bereits im Jahre 1948.
Ein weiteres Ratheimer Nazi-Opfer war das KPD-Mitglied Max-Willi Schade. Er starb 1944 im KZ Düsseldorf, nach Johannes Bürger an Entkräftung, nach Peter Schlebusch wurde er „auf der Flucht erschossen“ (ein Euphemismus, mit dem die Nazis versuchten, die Ermordung ihrer Opfer öffentlich zu beschönigen).
Ratheim war im Vorfeld der Kämpfe an der Rurfront stark mit Bunkern und Stellungen entlang der Rur und auf den Höhen des Rurgrabens befestigt worden. Mit dem Heranrücken der alliierten Truppen an die Rur wurde die Ratheimer Rurbrücke von der deutschen Wehrmacht gesprengt und die Bevölkerung wurde vom 12. bis 14. September 1944 zwangsweise evakuiert; nur wenige Einwohner z. B. der Volkssturm oder die Notbesetzung der Zeche blieben zunächst zurück und wurden erst im Januar 1945 fortgeschafft. Haus Hall wurde nach der Evakuierung vom Stab der deutschen Wehrmacht als Quartier genutzt; hier sollen die Pläne für die Ardennenoffensive ausgearbeitet worden sein.
An der Rur kam die Front – auch als Folge der Ardennenoffensive – für mehrere Wochen zum Stillstand. In dieser Zeit lag Ratheim unter heftigem Artilleriebeschuss. Augenzeugen berichten, dass bei der Rückkehr der Einwohner kein Haus mehr ein unbeschädigtes Dach oder Fensterscheiben hatte.
Die für den 9./10. Feb. 1945 geplante alliierte Operation Grenade, die den Übergang über die Rur erzwingen sollte, wurde von den Deutschen vereitelt, indem die Grundablass-Stollen der Rurtalsperre gesprengt wurden. In der Folge wurde das gesamte Rurtal überschwemmt; der Pegel stieg um bis zu 3 m und die Rur verbreiterte sich stellenweise auf mehrere hundert Meter.
Erst zwei Wochen später war es den Alliierten unter großen Schwierigkeiten möglich, den immer noch reißenden Fluss zu überqueren. Die „Speerspitze“ der amerikanischen Truppen, die 102. US-Infanterie-Division, überquerte am 23. Februar 1945 bei Rurdorf die Rur und erkämpfte sich ohne Flankendeckung ihren Weg in Richtung Erkelenz und Krefeld.
Am 25. Februar 1945 eroberten amerikanische Truppen des 134. Infanterie-Regiments Hilfarth, den letzten deutschen Brückenkopf westlich der Rur, überquerten den Fluss über die beschädigte, aber noch passierbare Hilfarther Brücke und folgten dem Verlauf der Rur in Richtung Roermond.
Am 26. Februar 1945 wurden die deutschen Truppen aus der Region zurückgezogen und hinter den Rhein verlegt, daher verlief die Eroberung Ratheims (am 26./27. Februar 1945), wie auch des restlichen Rheinlandes für die Alliierten ohne größere Probleme. Während das 1. Bataillon als Reserve in Hilfarth verblieb, drang das 3. Bataillon über die Hückelhovener Siedlung, Schaufenberg und Busch bis nach Gendorf vor, entfernte dort die Panzersperren und zog weiter in Richtung Wassenberg. Das 2. Bataillon auf ihrer linken Flanke säuberte Doverack, Ratheim, Krickelberg, Vogelsang, Garsbeck, Luchtenberg und Orsbeck.
Kurz darauf wurde auf Haus Hall ein amerikanisches Stabsquartier eingerichtet, das wenige Wochen später an die Engländer übergeben wurde. Diese installierten hier die zentrale Verwaltung für den Landkreis Erkelenz und – bald darauf – auch für den Landkreis Geilenkirchen-Heinsberg.
Ab März 1945 kehrten die ersten Einwohner Ratheims wieder in ihren verwüsteten Heimatort zurück. 197 Ratheimer haben als Folge des Krieges ihr Leben verloren.

### Bevölkerungsentwicklung
- 1296:  305
- 1825:  1706 (Gemeinde Ratheim, incl. Millich und Schaufenberg)
- 1852:  2092 (Gemeinde Ratheim, incl. Millich und Schaufenberg)
- 1900:  2399 (Gemeinde Ratheim, incl. Millich und Schaufenberg)
- 1925:  3470 (Gemeinde Ratheim, incl. Millich und Schaufenberg)
- 1935:  5282
- 1965:  circa 8000
- 2006:  > 9000 (Stand: Frühjahr)
- 2007:  8913 (Stand: 31. Januar 2007)
- 2014:  8977 (Stand: 30. Juni 2014)
- 2016:  9198 (Stand: 30. Juni 2016)

### Religion
Zu Beginn des 20. Jahrhunderts hatte Ratheim ca. 2400 Einwohner. Die weitaus überwiegende Mehrzahl davon war katholisch; es gab nur wenige evangelisch-reformierte Familien. Mit dem durch die Gründung der Zeche Sophia-Jacoba verbundenen wirtschaftlichen Aufschwung des Ortes kam es zu einer verstärkten Ansiedlung ortsfremder Arbeiter, von denen viele auch aus protestantisch geprägten Regionen Deutschlands stammten.
Heute (Stand 2006) leben laut Einsatz- und Strukturplan des Bistums Aachen ca. 5000 Katholiken in Ratheim; das zahlenmäßige Verhältnis von Katholiken zu Protestanten ist etwa 2:1.
Die katholische Kirche ist St. Johannes dem Täufer geweiht, das evangelische Kirchengebäude ist die Friedenskirche.

## Kultur und Sehenswürdigkeiten

### Bauwerke

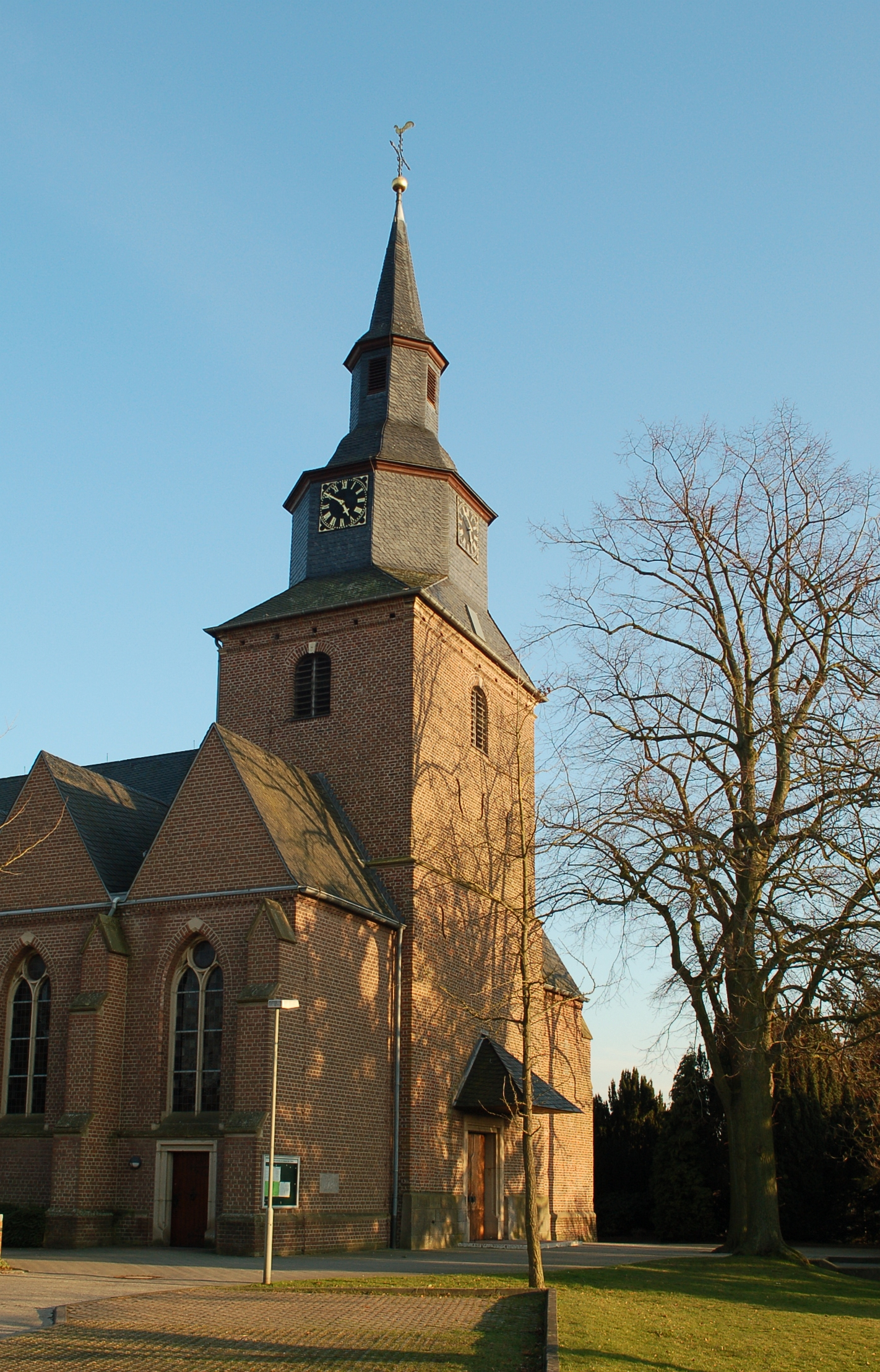
Katholische Pfarrkirche St. Johannes der Täufer

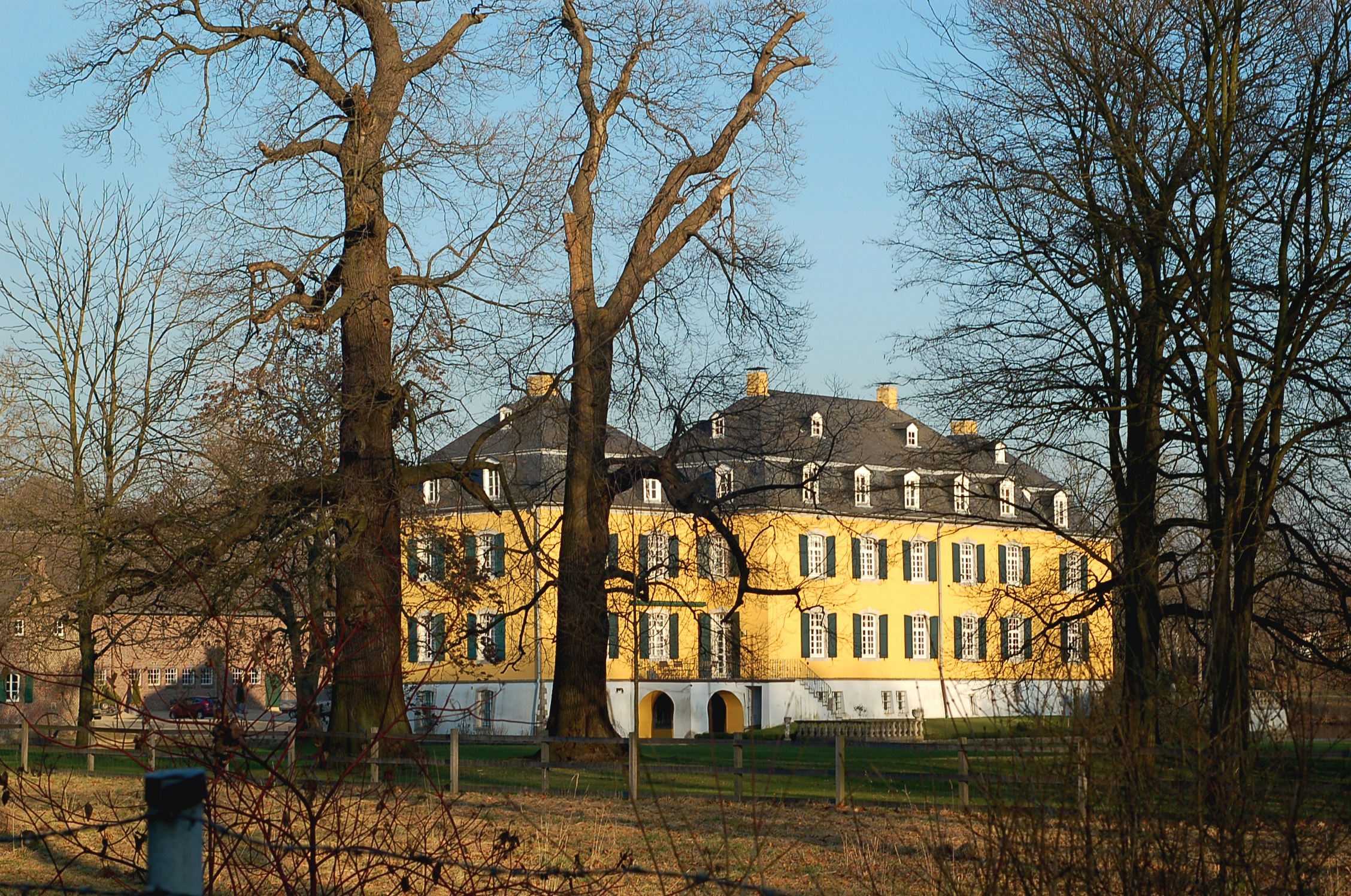
Haus Hall

Front des 'Alten' Ratheimer Rathauses

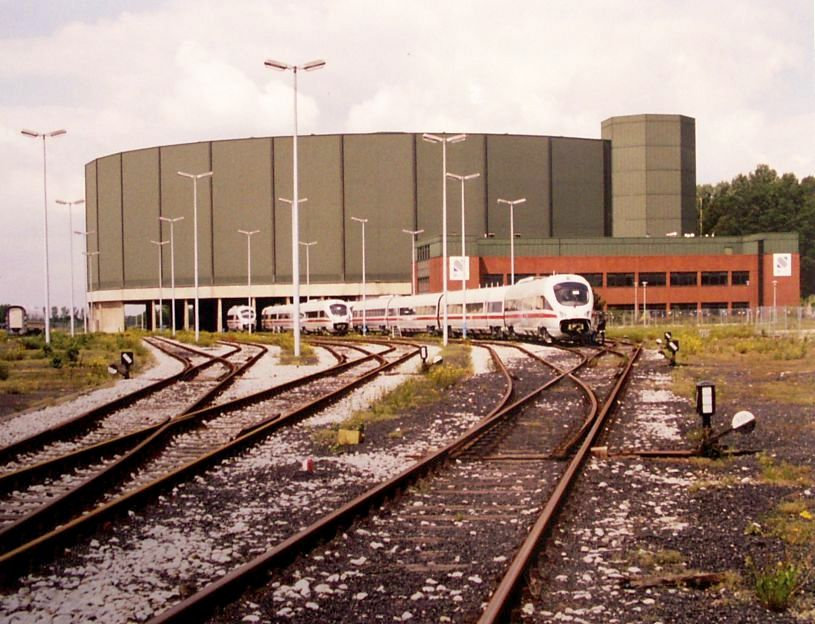
Ehem. Kohlenwäsche der Zeche Sophia-Jacoba bei Ratheim

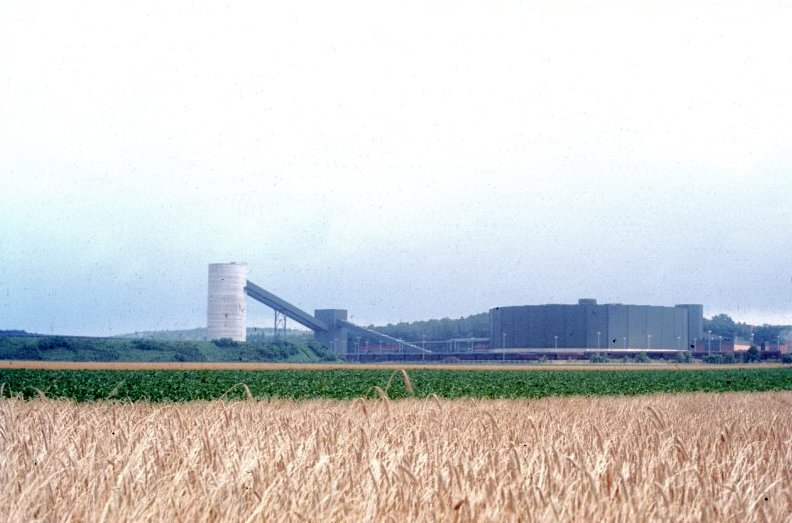
Zentralschachtanlage mit Kohlenwäsche (1987)

- Katholische Pfarrkirche St. Johannes der Täufer

Die sich überwiegend in schlichten gotischen bzw. neugotischen Formen präsentierende Pfarrkirche verfügt über eine komplexe Baugeschichte. Der Zeitpunkt des ersten Kirchenbaues ist unklar. Die früheste urkundliche Nennung datiert erst aus dem Jahre 1305, das heutige Mittelschiff ist aber auf den Fundamenten einer vermutlich bereits in fränkischer Zeit erbauten Saalkirche errichtet worden. Mittelschiff, südliches Seitenschiff und der Unterbau des Turmes stammen aus dem 15. Jahrhundert. Der Oberbau des Turmes wurde im 17. bis 18. Jahrhundert ausgeführt. Eine erhebliche Vergrößerung des Baues erfolgte sodann nach Plänen von Friedrich von Schmidt im 19. Jahrhundert; den spätgotischen Chor brach man ab, um stattdessen ein großes Querhaus samt neuen Chor an das alte Schiff anzubauen. Eine abermalige Erweiterung der Kirche erfolgte 1972 durch den Bau eines nördlichen Seitenschiffes.
- Schenkelesberg, eine Motte, in Verlängerung des Schröverwegs am Rand des Rurgrabens gelegen.[24]
- Haus Hall

Haus Hall ist eine hauptsächlich aus dem 18. Jahrhundert stammende, wasserumwehrte Anlage, bestehend aus dem Herrenhaus und der sich zum Herrenhaus hin öffnenden dreiflügeligen Vorburg. Die Vorburg hat an ihren Schmalseiten je einen Torbau mit korbbogiger Durchfahrt sowie einem mit hohen Dachknäufen auf den Firstecken geschmückten Walmdach. Das sich heute dreiflüglig präsentierende Herrenhaus bestand zunächst nur aus dem fünfachsigen mittleren Trakt, die beiden zweiachsigen Eckbauten wurden erst zu Beginn des 20. Jahrhunderts erbaut.
Die früheste urkundliche Erwähnung datiert von 1248, als ein Gottfried von Hall genannt wird.
- Haus Palenberg von ca. 1675

Das Haus auf der Mühlenstraße (Hausnummer 3) hatte ursprünglich der adeligen Familie Olmissen gehört und beherbergte eine Brauerei. Ende des 18. Jahrhunderts wurde es von der Familie Palenberg erworben, die hier (bis ins erste Drittel des 20. Jahrhunderts) einen Laden betrieb. Bis in die 1980er Jahre wurde es dann von dem praktischen Arzt Dr. Hermann Brüssermann als Praxis genutzt. Es ist bis heute im Familienbesitz.
- Altes Rathaus von 1868 (seit 1985 unter Denkmalschutz)[28]

Verwaltungs-Außenstelle der Stadt Hückelhoven bis in die 1980er Jahre; mittlerweile werden hier wieder (nach Voranmeldung) standesamtliche Trauungen durchgeführt
- (ehemalige) Kohlenwäsche der Zeche Sophia-Jacoba:

Das kreisrunde Gebäude hat einen Durchmesser von 110 Metern. Im EXPO-Jahr 2000 wurden auf den Zufahrtsgleisen zeitweilig ICE-Triebzüge vom Typ ICE-DT in Betrieb genommen.
- Rurbrücke zwischen Oberbruch und Ratheim (für Fußgänger und Radfahrer)

Seit dem Einsturz der aus dem Jahre 1986 stammenden Holzbrücke im Juni 2005 war der Rurufer-Radweg, der in der Nähe des Adolfosees die Rur überquert, hier unterbrochen. An gleicher Stelle wurde im Herbst 2006 aus Mitteln des Landes Nordrhein-Westfalen, des Kreises Heinsberg und der Städte Hückelhoven und Heinsberg eine neue Brücke aus Bongossi-Holz errichtet und am 21. November 2006 eingeweiht. Ihre Spannweite beträgt 33 m, die Breite 2 m.
- ehemalige Wassermühle

Der Mühlenweiher dient heute (Stand 2007) als Marktplatz für Ratheim.

### Denkmäler

Ehemaliger Standort des Kohlenzugs an der A46 als Denkmal für die Zeche Sophia-Jacoba

- Acht Wegekreuze markieren die alten Ratheimer Siedlungskerne[29]

Es handelt sich um Prozessionskreuze, an denen am Fronleichnamstag die Messe gehalten wird. Das älteste erhaltene Kreuz steht in Hagbruch und stammt aus dem Jahre 1771, das jüngste Kreuz (Buscher Siedlung) wurde erst nach dem Zweiten Weltkrieg errichtet.
- Kriegerdenkmal auf dem Dorfplatz

Der ältere Teil des Denkmals wurde unter nationalsozialistischer Herrschaft errichtet. Er besteht aus einer Betonsäule, die ein Kreuz trägt, sowie aus einer Betonwand, die je ein Kreuz für jeden im Ersten Weltkrieg gefallenen Ratheimer aufweist.
Nach dem Zweiten Weltkrieg wurde das Denkmal um ein Oktogon erweitert, das Tafeln mit den Namen der Gefallenen beider Weltkriege enthält. Hier findet jährlich am Volkstrauertag eine Kranzniederlegung statt.
- Skulptur Mutter mit Kind (?) am Marktplatz

Die Bronzeskulptur einer Mutter, die ihrem Kind einen Schuh anzieht, wurde von dem in Eynatten ansässigen Künstler Prof. Wolfgang Binding entworfen. Sie soll an die lange Tradition des Ratheimer Schuhmacherhandwerks erinnern.
- Skulptur Johannes der Täufer … und DU?

Die Bronzeskulptur des Pfarrpatrons Johannes der Täufer, der die Menschen zur Umkehr aufruft, wurde von dem Ratheimer Bildhauer Gert Jäger gestaltet. Sie steht im Bereich zwischen Pfarrkirche und Pfarrheim.
- Kohlenzug

Ein weiteres an die Zeche Sophia-Jacoba erinnerndes Denkmal war ein ehemaliger Kohlenzug (für den Einsatz unter Tage) an der Ratheimer Autobahnauffahrt. Dieser wurde im Jahr 2016 zu seinem aktuellen Standort am Bergbaumuseum (Schacht 3) in Hückelhoven verlegt.
- Gedenkstein für die Zeche Sophia-Jacoba

Der Findling mit der Aufschrift „Sophia-Jacoba Schacht 4/6“ stand bis 1997 im Eingangsbereich der Ratheimer Zentralschachtanlage. Heute schmückt er den Kreisverkehr bei Faulendriesch.

### Regelmäßige Veranstaltungen
- Rathaus-Erstürmung (am Altweiber-Donnerstag)

Am Fettdonnerstag besucht der Hückelhovener Bürgermeister das Alte Ratheimer Rathaus, damit es von den Mitgliedern der Ratheimer Karnevalsvereine und den Möhnen erstürmt werden kann.
- Karnevalsumzug (am Tulpensonntag)
- Tanz in den Mai (am 30. April), organisiert durch die Ratheimer Feuerwehr
- Schützenfest / Vogelschuss der Ratheimer Schützenbruderschaften (an Christi Himmelfahrt)
- Reitturnier des Reit- und Fahrvereins Ratheim mit euregionaler Bedeutung (am Pfingstwochenende)
- Pfarr- und Patronatsfest der Pfarrgemeinde St. Johannes der Täufer (alle zwei Jahre Ende Juni)
- Spätkirmes mit Umzug der Schützenbruderschaften (am letzten Sonntag im August)

Die traditionelle Frühkirmes ist von der Stadtverwaltung Hückelhoven abgesetzt worden.
- Marienwallfahrt nach Ophoven (am ersten Sonntag im September)
- Siedlerfest der Interessengemeinschaft Busch-Bammich (im September)
- Adolfosee-Lauf (im Herbst)
- Hoppeditz-Erwachen (am ersten Samstag nach dem 11. November)
- Jahresabschlussturnen des TV Hückelhoven-Ratheim (am 1. Advent)

Viele der Ratheimer Ortsvereine und Gruppen haben sich zu einer Arbeitsgemeinschaft zusammengeschlossen, die ihre Veranstaltungen auf einer eigenen Homepage ankündigt.

### Kunst und Musik
- Kirchenchor „St. Johannes der Täufer“

Der Kirchenchor wurde als „Gesangverein Cäcilia“ im Jahre 1834 gegründet, nach einer anderen Nennung im Jahre 1850 (beide Nennungen sind unsicher, da die alten Chroniken des Chors verschollen sind)
- Kunstverein CANTHE

Ausstellungen im Alten Ratheimer Rathaus
- Musikverein „St. Josef“ Ratheim e. V. von 1910
- Singekreis der ev. Kirchengemeinde Ratheim-Gerderath von 1969
- Trommler- und Bläsercorps „Vorwärts“ Ratheim-Busch e. V. von 1952

## Soziale Infrastruktur

### Kinderbetreuung
In Ratheim gibt es vier Kindergärten:
- Katholisches Familienzentrum „St. Johannes der Täufer“ Danziger Straße
- Katholische Kindertagesstätte Mühlenstraße
- AWO-Kindergarten Ratheim
- Integrative Kindertagesstätte der Lebenshilfe Heinsberg e. V. „TRIANGEL“ Ratheim, Im Weidengrund

2004 wurde im Dorfzentrum ein „Erlebnis-Spielplatz“ an der Mühlenstraße fertig gestellt.

### Bildung
Zu Beginn der 1950er Jahre wurde in Ratheim ein Schulzentrum erbaut, das drei Schultypen räumlich vereinigt:
- Grundschule Ratheim (heute Michael-Ende-Schule, vormals katholische Volksschule Ratheim)
- Carl-Friedrich von Weizsäcker Hauptschule Ratheim (seit 30. August 2008, vormals: Gemeinschaftshauptschule Ratheim) – wurde Ende des Schuljahres 2010/2011 eingestellt. Die verbliebenen Schüler wurden der Hauptschule Hückelhoven zugeführt.
- Leonardo da Vinci-Gesamtschule Hückelhoven in Ratheim (ersetzt seit Beginn des Schuljahres 2011/2012 die Hauptschule Ratheim)
- Realschule Ratheim

Dieses „Schuldorf“ hat sich im Laufe der Zeit immer mehr ausgedehnt und wurde um ein Lehrschwimmbecken (mittlerweile nicht mehr in Betrieb) und eine Turnhalle erweitert, die 1976 zur Mehrzweckhalle ausgebaut worden ist. Außerdem gibt es noch eine kleine Turnhalle, die vorwiegend von der Grundschule und von Karnevalsvereinen für Veranstaltungen genutzt wird. Zurzeit (2009–2017) wird das Schulzentrum in mehreren Etappen komplett entkernt und teilweise neu gebaut. Die Arbeiten stehen aktuell, Februar 2017, kurz vor der Fertigstellung.
Das Gymnasium der Großgemeinde Hückelhoven-Ratheim war in seiner Entstehungsphase 1963–1969 ebenfalls in Ratheim beheimatet
Mit dem Ansteigen der Einwohnerzahl wurde im Jahre 2001/2002 der Bau einer zweiten Ratheimer Grundschule erforderlich, die im Ortsbereich Busch-Bammich angesiedelt worden ist, die Grundschule Im Weidengrund.

### Katastrophenschutz

#### Freiwillige Feuerwehr
Die Löschgruppe Ratheim verfügt über ein Löschfahrzeug (HLF 20/16) und einen Gerätewagen Gefahrgut (GW-G), der zum Umweltschutzzug der Freiwilligen Feuerwehr Hückelhoven gehört. Beide Fahrzeuge sind im Feuerwehrhaus auf der Jacobastraße untergebracht.
Die Löschgruppe ist verantwortlich für die Orte Ratheim, Krickelberg, Garsbeck, Vogelsang und Altmyhl und wird tagsüber durch die hauptamtlichen Kräfte der Feuerwehr Hückelhoven und der Betriebsfeuerwehr der Firma QVC (Baal) unterstützt. Bei Verkehrsunfällen und anderen größeren Einsätzen auf der A46, wird die Löschgruppe zusätzlich zum Zug 1 (Hückelhoven) alarmiert. Bei größeren Schadenslagen und im Umweltschutz wird sie im gesamten Stadtgebiet bzw. in der Region eingesetzt.

#### Technisches Hilfswerk
Der Ortsverband Hückelhoven der Bundesanstalt Technisches Hilfswerk THW hat seinen Standort in Ratheim. Seit Januar 2022 ist der Ortsverband auf dem Gelände der ehemaligen Kohlenwäsche, Zechenring 33, beheimatet. Neben der Durchführung allgemeiner Aufgaben des THW ist dieser Ortsverband insbesondere spezialisiert auf Gebäudeabstützungen sowie Räumeinsätze mit schwerem Gerät und leistet damit regional wie überregional der Feuerwehr häufig Amtshilfe. Das bundesweit eingeführte Gebäudeabstützsystem ASH (ehemals FRABLO) wurde im Ortsverband Hückelhoven entwickelt.

## Technische Infrastruktur

### Verkehr

#### Straße
Seit dem Ausbau der A 46 Heinsberg–Düsseldorf („Selfkantstraße“) im Jahre 1995 vom damaligen Endpunkt Hückelhoven bis nach Heinsberg gibt es eine Anschlussstelle zwischen Ratheim und Millich (mit dem bei den Ratheimern sehr unbeliebten Namen „Hückelhoven-West / Wassenberg“).

Bus der west euv an der Haltestelle Realschule

Ratheim gehört zum Aachener Verkehrsverbund (AVV). Durch den Ort führen die Buslinien 401, 402, 406, 407, 495, SB 5 und HÜ2 der WestVerkehr; es gibt 14 Bushaltestellen. Zentraler Treffpunkt dieser Linien ist die Haltestelle Ratheim Schulzentrum.
Zudem verkehrt der Multi-Bus seit dem 9. Juni 2024 kreisweit erweitert und zu einheitlichen Bedienzeiten. Mehr Informationen gibt es bei WestVerkehr.
| Linie | Verlauf |
| ----- | --- |
| 401   | Erkelenz Bf – Erkelenz ZOB – Scheidt – Granterath – Hetzerath – Doveren – Hückelhoven – Schaufenberg – Ratheim – (Dremmen Bf –) Oberbruch – Grebben – Heinsberg Kreishaus – Heinsberg Busbf                                  |
| 402   | (Erkelenz ZOB → Erkelenz Süd →) / (Erkelenz Bf ← Erkelenz Süd ←) Granterath – Baal Kirche – Baal Bf – Doveren – Hückelhoven – Millich – Ratheim – Dremmen Bf – Oberbruch – Grebben – (Heinsberg Kreishaus –) Heinsberg Busbf |
| 406   | Erkelenz Bf – Matzerath – Houverath – Golkrath – Kleingladbach – (Ratheim – Millich –) Hückelhoven – Hilfarth – Brachelen – (Lindern Kirche → Lindern Bf → Linnich Markt) / (Linnich Schulzentrum –) Linnich-SIG Combibloc   |
| 407   | (Myhl –) Gerderath – Altmyhl – Ratheim – Millich – Hückelhoven (– Hilfarth – Himmerich – Randerath Bf – (Hoven – Kraudorf –) Nirm – Kogenbroich – Müllendorf – Süggerath Mühlenkamp – Geilenkirchen Bf)                      |
| 495   | Katzem – (Kleinbouslar ←) Lövenich – Baal Kirche – Baal Bf – Doveren – Hückelhoven – Schaufenberg – Ratheim – Krickelberg – Orsbeck Friedhof – Wassenberg                                                                    |
| SB5   | Schnellbus: Baal Bf – Doveren – Hückelhoven – Millich – Ratheim – Wassenberg – Wildenrath – Dalheim Bf |
| HÜ2   | Rurich – Baal Süd – Baal Bf – Doveren – Hückelhoven – Kleingladbach oder (Ratheim –) Millich – Schaufenberg (– Kleingladbach)                                                                                                |

Hauptsächlich ist der Verkehr auf die Beförderung von Schülern ausgerichtet, deshalb folgt das Busangebot keinem einheitlichen Takt. Während der Verkehr derzeit (2022) werktags gegen 21:30 Uhr endet, besteht an Wochenenden nur ein sehr eingeschränktes Fahrangebot. In Ratheim verkehrt die Linie 401, die von Heinsberg aus über Hückelhoven, Doveren und Hetzerath nach Erkelenz fährt und die Linie 402, die von Erkelenz über Ratheim und Dremmen bis Heinsberg verkehrt. Um Verkehrsleistungen in Schwachzeiten anbieten zu können, setzt man auf den bedarfsorientierten Multi-Bus.
Bis zur Errichtung der Eisenbahnstrecke war die Personenbeförderung mittels Postkutschen üblich. 1863 wurde die bisherige Kariolpost Wassenberg–Baal (d. h. Gepäckbeförderung mit eingeschränkter Mitfahrmöglichkeit) in eine Personenpost umgewandelt. Mittels einer zweispännigen, sechssitzigen Kutsche konnte man in 90 Minuten von Wassenberg zum Bahnhof Baal gelangen. Poststationen waren Haus Weith in Gendorf, der Buscherhof in Busch, Haus Worms in Millich und Haus Louis in Doveren. 1872 wurde auch die Kariolpost Erkelenz–Hückelhoven aufgehoben und in eine Personenpoststrecke Wassenberg–Lövenich umgewandelt.

#### Schiene

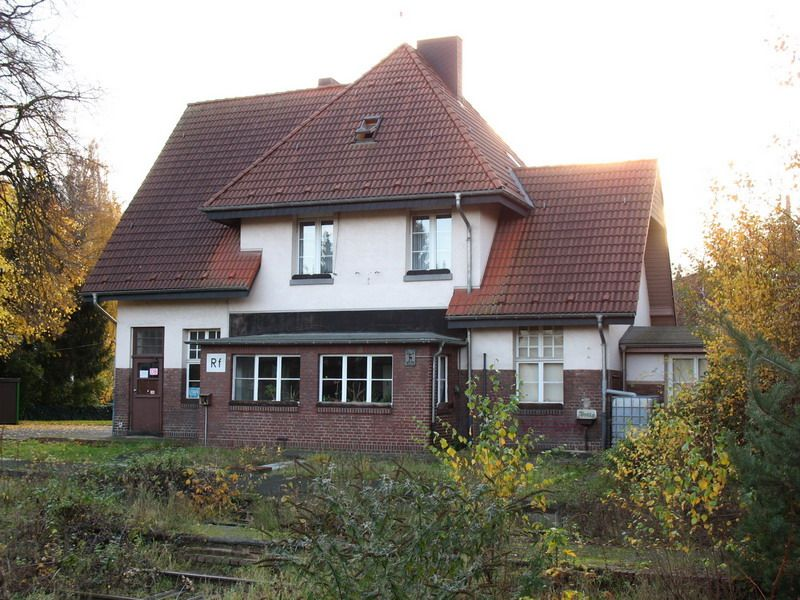
Bahnhof Ratheim

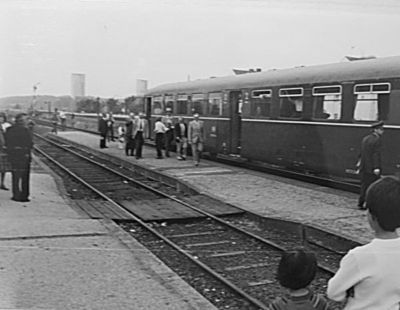
Letzter Personenzug im Bahnhof Ratheim (27. September 1980). Im Hintergrund die Fördertürme von Schacht 6 und 4 der Zeche Sophia-Jacoba

Eine Eisenbahnlinie, die Bahnstrecke Jülich – Dalheim führte zwischen 1911 und 1980 von Baal über Hückelhoven, Ratheim und Wassenberg nach Dalheim. Nach der Einstellung des Personenverkehrs diente sie nur noch dem Güterverkehr der Zeche Sophia-Jacoba zwischen Ratheim und Baal, die Gleise nach Wassenberg wurden im April 1985 abgebaut. Die Eisenbahnlinie durchquerte mit mehreren Gleisen Ratheim. Am Ortsausgang befand sich ein achtgleisiger Werksbahnhof, der von der in Hückelhoven ansässigen Brikettfabrik genutzt wurde.
Der Bahnhof Ratheim war lange Zeit aufgrund des stark ausgeprägten Güterverkehrs und der hier abzweigenden Anschlüsse zur Zeche Sophia-Jacoba neben dem Bahnhof Baal der wichtigste Bahnhof auf dem Hückelhovener Stadtgebiet; so hatte der Bahnhof Ratheim einst 14 Beamte und der Güterverkehr erreichte bis zu 60.000 Güterwaggons pro Jahr (Bsp. 1987).
Es fuhren vier bis sechs sogenannte „Programmzüge“ (der DB) pro Tag (bei Bedarf weitere Güterzüge) und nahezu im Blockabstand betriebsinterne Transporte zwischen dem Zechengelände in Ratheim und der Verarbeitung (Brikettfabrik) in Hückelhoven. Infolge der Schließung der Untertageförderung der Zeche Sophia-Jacoba nahm auch der Güterverkehr stark ab und es verkehrten nur noch sporadisch zwei Güterzüge pro Woche.
Im EXPO-Jahr 2000 wurde die Kohlenwäsche der ehemaligen Zeche Sophia-Jacoba kurzfristig als Aufarbeitungshalle für ICE-Triebzüge genutzt, wodurch es zu dem kuriosen Umstand kam, dass der Bahnhof Ratheim zum „inoffiziellen ICE-Halt“ wurde.
Im Jahre 2009 wurden Bahnstrecke, Bahnübergang und Stellwerk in Ratheim rückgebaut. Es ist geplant, auf dieser Trasse künftig eine Ortsumgehung einzurichten, die Ratheim von dem Verkehr entlasten soll, der die Lebensqualität im Ort derzeit in erheblichem Maße beeinträchtigt. Nach letzten Verkehrszählungen durchfahren pro Tag allein etwa 1000 Lkw den Ort, um die Ratheimer Autobahn-Anschlussstelle zu erreichen.

#### Schifffahrt
Die Rur war in früheren Jahrhunderten schiffbar. Sie stellte eine wichtige Verkehrsader für die Region dar und gab den Heinsberger Landen einen Zusammenhalt. Flussaufwärts konnte die Rur z. T. nur mittels Treideln befahren werden. Die Wege entlang der Rur führten ins Jülicher bzw. Limburger Land. 

### Versorgung / Entsorgung

#### Strom
Ratheim ist seit 1911 elektrifiziert. Heute (2022) wird die Versorgung technisch durch die WestEnergie GmbH gewährleistet.

#### Wasser
Bis 1934 wurde die Wasserversorgung Ratheims durch lokale Brunnen sichergestellt; seitdem wird der Ort durch öffentliche Wasserleitungen versorgt. Heute (2022) wird der Wasserbedarf durch das Kreiswasserwerk Heinsberg vom Standort Uevekoven her gedeckt.

#### Abwasser
1933 wurde mit der Kanalisation Ratheims begonnen. 1959 wurde die Ratheimer Kläranlage errichtet, die zum Wasserverband Eifel-Rur gehört; sie reinigte die Abwässer von Ratheim, Kleingladbach und Hückelhoven. Nach umfangreichen Ausbauten nimmt diese Kläranlage seit September 2000 fast sämtliche Abwässer aus dem Stadtgebiet Hückelhoven auf. Die gereinigten Abwässer werden über den Vorfluter Mühlenbach in die Rur eingeleitet.

## Wirtschaft

### Schuhindustrie
Im letzten Viertel des 19. Jahrhunderts erfasste die Industrialisierung das in Ratheim bodenständige Schuhmacherhandwerk und führte zur Ansiedlung von Schuhindustrie. Es entstand hier die erste dampfbetriebene Schuhfabrik im Regierungsbezirk Aachen.
In der Blütezeit dieser Industrie um die Mitte des 20. Jahrhunderts gab es in Ratheim 10 Schuhfabriken, die ca. 600 Arbeitern ein Auskommen verschafften. Es gab damals sogar Bestrebungen, in Ratheim eine Schuhfachschule zu errichten und dem Ort die Bedeutung eines „zweiten Pirmasens“ zu verschaffen.
Dazu sollte es aber nicht kommen. Der allgemeine Niedergang der deutschen Schuhindustrie in den 1960er/1970er Jahren mit Verlagerung der Produktion in „Billig-Lohn-Länder“ erfasste auch Ratheim.
Heute (2022) existiert in Ratheim nur noch eine einzige Schuhfabrik.

### Steinkohlenbergbau
Die Zeche „Hückelhoven“ begann 1914 mit der Förderung von Anthrazit-Steinkohle; 1917 erhielt sie den Namen „Sophia-Jacoba“.
1934 wurde bei Ratheim Schacht 4 in Betrieb genommen, der zunächst als Wetter- und Materialschacht diente. Mitte der 1950er Jahre wurde er zum Förderschacht ausgebaut und nach Plänen des bekannten Industriearchitekten Prof. Fritz Schupp mit einem modernen und ästhetisch sehr ansprechenden Förderturm in Stahlbeton-Bauweise versehen, der 1959 in Betrieb genommen wurde. Im gleichen Stil folgte 1964 Schacht 6/HK.
Von den 1960er bis in die 1990er Jahre galt die Gewerkschaft Sophia-Jacoba als „die modernste Zeche Europas“. 1979 wurde die Zentralschachtanlage bei Ratheim um eine Vergleichmäßigungsanlage erweitert, 1983 dann um eine Kohlenwäsche.
Am 27. März 1997 wurde das Steinkohlenbergwerk geschlossen, in den beiden Folgejahren wurden die Ratheimer Fördertürme gesprengt und abgetragen. Seitdem erinnert neben den umgenutzten Verwaltungsgebäuden und zwei Denkmälern nur noch die ehemalige Kohlenwäsche an diesen Abschnitt Ratheimer Geschichte.

### Weitere Industriezweige
- Produktion von Betonröhren

Die 1906 gegründete „Cementwarenfabrik H. Finken“ war zunächst im Ortskern angesiedelt. In den 1970er Jahren wurde sie in den Außenbereich des Ortes an die Kaphofstraße verlegt.
- Produktion von Verbund-Pflastersteinen

Die 1938 gegründete Firma „Knorr-Betonwaren“ ist seit 1960 auf die Produktion von Verbund-Pflastersteinen spezialisiert
- Backstein- und Ziegelproduktion

Die Ringöfen „Oeben“ und „Beckers“ lagen im Bereich des heutigen Ziegeleiwegs bzw. auf dem Gelände, das heute der Adolfosee einnimmt. Sie wurden Anfang bzw. Mitte der 1960er Jahre aufgegeben.
- Maschinenbau

Die Maschinenbau-Fabrik Stump in der Nähe des Bahnhofs existierte bis in die 1970er Jahre.

### Wirtschaftliche Neuorientierung
Dem Wachstum Ratheims nach dem Zweiten Weltkrieg im Bereich Busch-Bammich folgte auch eine Verlagerung des geschäftlichen Zentrums von der Vennstraße, der ehemaligen Hauptgeschäftsstraße, nach Busch.
Außerdem begann mit der Stadtwerdung (1969) eine Verlagerung vieler Betriebe und Strukturen nach Hückelhoven.
Nach der Schließung der Zeche Sophia-Jacoba fand in Ratheim und Hückelhoven auch eine wirtschaftliche Umstrukturierung statt hin zum mittelständischen Gewerbe. Die Interessen der Ratheimer Betriebe werden vom Gewerbeverein Ratheim wahrgenommen.
Aktuelle Ratheimer Gewerbegebiete (Stand: 2007) sind:
- Gewerbegebiet Ratheim, Oberbrucher Straße (1,4 ha)
- interkommunaler Industrie- und Gewerbepark „Rurtal“ Hückelhoven-Wassenberg (100 ha), der derzeit auf dem Gelände der ehemaligen Zeche entsteht

## Persönlichkeiten
- Johann Campanus (* um 1500 in Maaseik; † um 1575)

Reformator und Prediger; im Zeitraum zwischen 1543 und 1553 wurde er von dem Adeligen Heinrich von Olmissen genannt Mülstroe auf Haus Hall versteckt gehalten, um seine Ausweisung aus dem Herzogtum Jülich zu verhindern. Er predigte „heimlich und nächtlich“ im Kapbusch zwischen Ratheim, Hilfarth und Dremmen an der sog. Campanus-Eiche.
- Lambert Hastenrath (* 1815 in Ratheim; † 1882 in Burtscheid bei Aachen)

Porträtmaler der Düsseldorfer Schule
- Edmund Knorr (* 1885 in Ratheim; † 1979 in Erkelenz)

Lehrer, Heimatpfleger, Naturschützer und Ornithologe, der im gesamten damaligen Kreis Erkelenz wirkte; Ehrenbürger von Erkelenz
- Peter Schlebusch (* 1887 in Ratheim; † 1968 in Ratheim)

Ratheimer „Urgestein“ und Heimatforscher; er sammelte Informationen für die Ratheimer Chronik, führte die Chronik der Ratheimer Bruderschaften und schrieb seine eigenen, hochinteressanten Lebenserinnerungen nieder
- Maria Winkens geb. Münstermann (* 1894 in Aachen; † 1973 in Ratheim)

Als Abgeordnete des Erkelenzer Kreistages für Ratheim sorgte sie dafür, dass 16 Kirchenglocken aus der Region, die kurz vor dem Ende des Zweiten Weltkriegs aus ihren Heimatgemeinden abgeholt worden waren und für Rüstungszwecke eingeschmolzen werden sollten, nach dem Kriegsende 1949 wieder aus der sowjetischen Besatzungszone in die Heimat zurückkehren konnten. Neben drei Glocken aus Ratheim konnte sie auch Glocken aus Erkelenz, Gerderhahn, Golkrath, Granterath, Kipshoven, Kückhoven, Niederkrüchten, Östrich, Rath-Anhoven und Üvekoven retten.
- Max-Willi Schade († 1944 im KZ Düsseldorf)

Betriebsratsvorsitzender der Zeche Sophia-Jacoba und KPD-Mitglied. 1933 wurde er zum ersten Mal von den Nazis verhaftet und war zwei Jahre im KZ, danach musste er sich regelmäßig bei der Polizei in Hückelhoven melden. 1944 starb er total entkräftet im KZ Düsseldorf. 1948 wurde die Straße im Ortsteil Krickelberg, in der er gewohnt hatte, nach ihm benannt.
- Adolf Freiherr Spies von Büllesheim (* 1929 in Ratheim; † 12. Februar 2011 in Ratheim)

Bürgermeister der Stadt Hückelhoven-Ratheim (1969–1972) und Bundestagsabgeordneter für den Kreis Heinsberg (1972–1987); Eigentümer von Haus Hall; Namensgeber für den Adolfosee
- Gert Jäger (* 1956)

Ratheimer Bildhauer
- Angelika Schierholt (* 1967)

errang 2001 als erste Frau den Weltmeister-Titel im Kick-Boxen
- Elke Winkens (* 1970)

Schauspielerin; als Ratheimer Tanzmariechen 5-fache Deutsche Meisterin und 2-fache Europameisterin im „Tanzen für karnevalistische Tänze“
- Markus Ströckens (* 1964)

Schlagersänger mit vielen Auszeichnungen bei Musikwettbewerben
- Familie Wollny

Darsteller der Pseudo-Doku „Die Wollnys – Eine schrecklich große Familie“, die auf RTL2 ausgestrahlt wird (2013–aktuell 2024)